# یوهان پتر اکرمان
یوهان پتر اکرمان (انگلیسی: Johann Peter Eckermann؛ زاده ۲۱ سپتامبر ۱۷۹۲ درگذشته ۳ دسامبر ۱۸۵۴) یک نویسنده اهل آلمان بود.
آثار:
گفتگوها با گوته (در ده سال پایانی زندگی او) جلد اول و دوم نوشته یوهان پتر اکرمان، ترجمه‌ بهنام چهرزاد ، انتشارات چهرزاد.